# 1981 no teatro

## Nascimentos
| Data            | Nome            | Profissão           | Nacionalidade | Observações | Ref |
| --------------- | --------------- | ------------------- | ------------- | ----------- | --- |
| 19 de Fevereiro | Rafael Baronesi | apresentador e ator | Brasil        |             |     |
| 26 de Abril     | Mariana Ximenes | atriz               | Brasil        |             |     |
| 29 de maio      | Juliana Knust   | atriz               | Brasil        |             |     |
| 1 de Novembro   | Thiago Fragoso  | ator                | Brasil        |             |     |

## Mortes
| Data        | Nome             | Profissão                   | Nacionalidade | Observações | Ref |
| ----------- | ---------------- | --------------------------- | ------------- | ----------- | --- |
| 13 de Junho | Amácio Mazzaropi | ator, cineasta e comediante | Brasil        | n. 1912     |     |